# Europastraße 751
Die Europastraße 751 (kurz: E 751) ist eine Europastraße, die die istrische Halbinsel mit Slowenien verbindet. Die drei Äste der E 751 bilden das sogenannte Istrische Ypsilon.

## Verlauf
Die E 751 beginnt westlich von Rijeka am Autobahndreieck Matulji/Opatija von A7 (E 61) und A8. Sie führt dann als A8 in westlicher Richtung zunächst in einem Tunnel unter dem Učka-Massiv vorbei an Lupoglav und Cerovlje. Bei Kanfanar trifft sie in einem Autobahndreieck auf die A9.
Der südliche Ast der E 51 führt nach Pula, während der nördliche Arm über Višnjan, Mirna und Umag zur kroatisch-slowenischen Grenze führt. Dort bleibt die E 751 dann auf der G 11, die über Dragonja schließlich Koper am Adriatischen Meer erreicht. Die E 751 ist weiter ausgeschildert bis zur italienischen Grenze.

## Geschichte
Vor dem Ausbau der A8 und A9 in Kroatien folgte die E 751 der Küstenstraße D 66 entlang der istrischen Küste.